# Tamopsis wau
Tamopsis wau är en spindelart som beskrevs av Baehr 1993. Tamopsis wau ingår i släktet Tamopsis och familjen Hersiliidae. Inga underarter finns listade i Catalogue of Life.